# آلباتروس جی۲
آلباتروس جی۲ (به انگلیسی: Albatros_G.II) یک هواگرد از نوع بمب‌افکن متوسط ساخت شرکت آلباتروس فلوکتسایک‌ورک در آلمان است. هواگرد آلباتروس جی۲ نخستین پروازش را در 1916 میلادی انجام داد. در مجموع، تعداد 1 فروند از این هواگرد ساخته شده‌است.